# Elf (鉄道車両)
Elf（えるふ）は、ポーランドの鉄道車両メーカーであるペーサ（PESA）が展開する連接式電車列車のコンセプトモデル。愛称は列車の特徴である"超低床電車"（Electric Low Floor）にちなんだものである。

## 概要

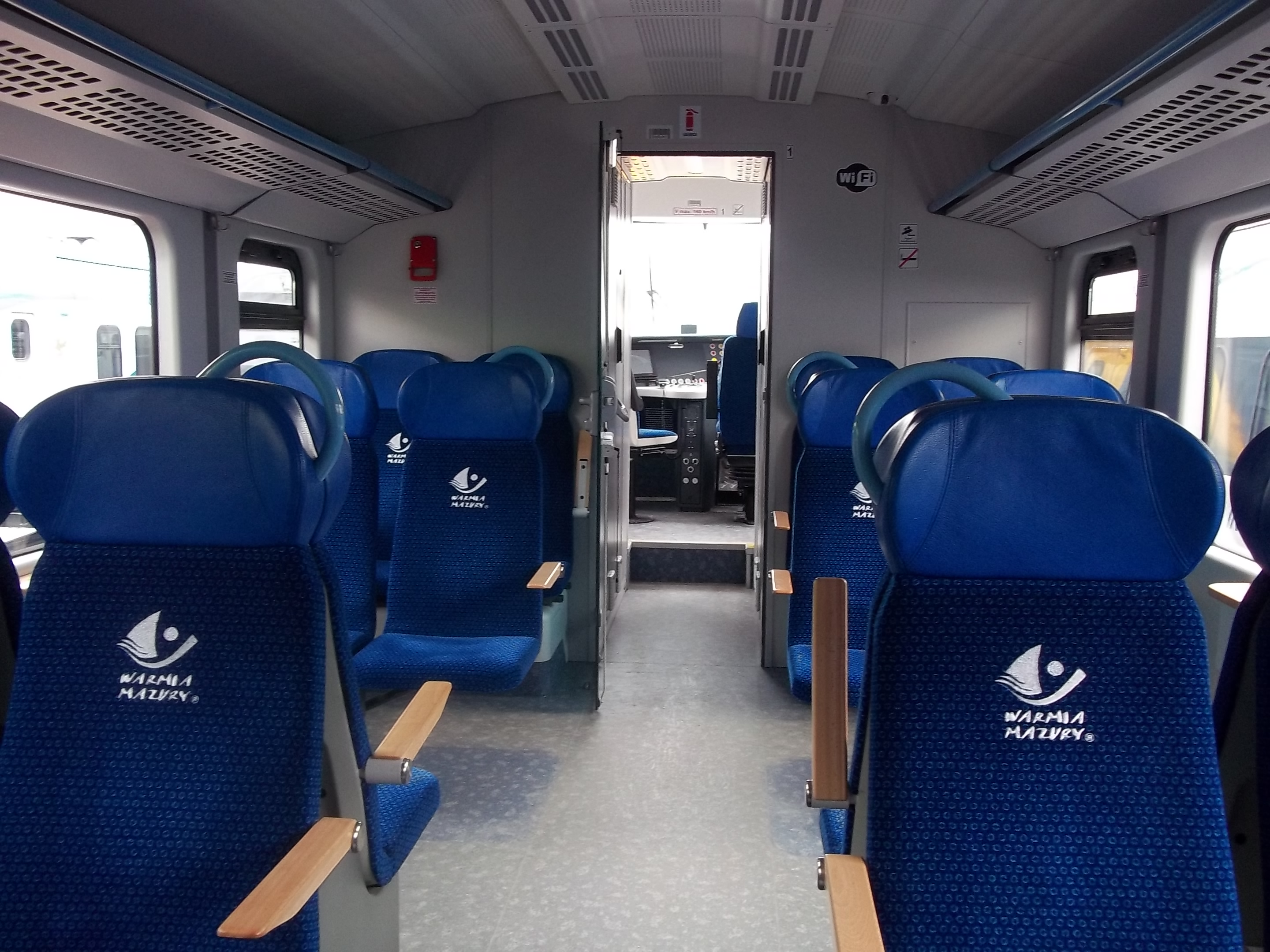
車内（運転台側）
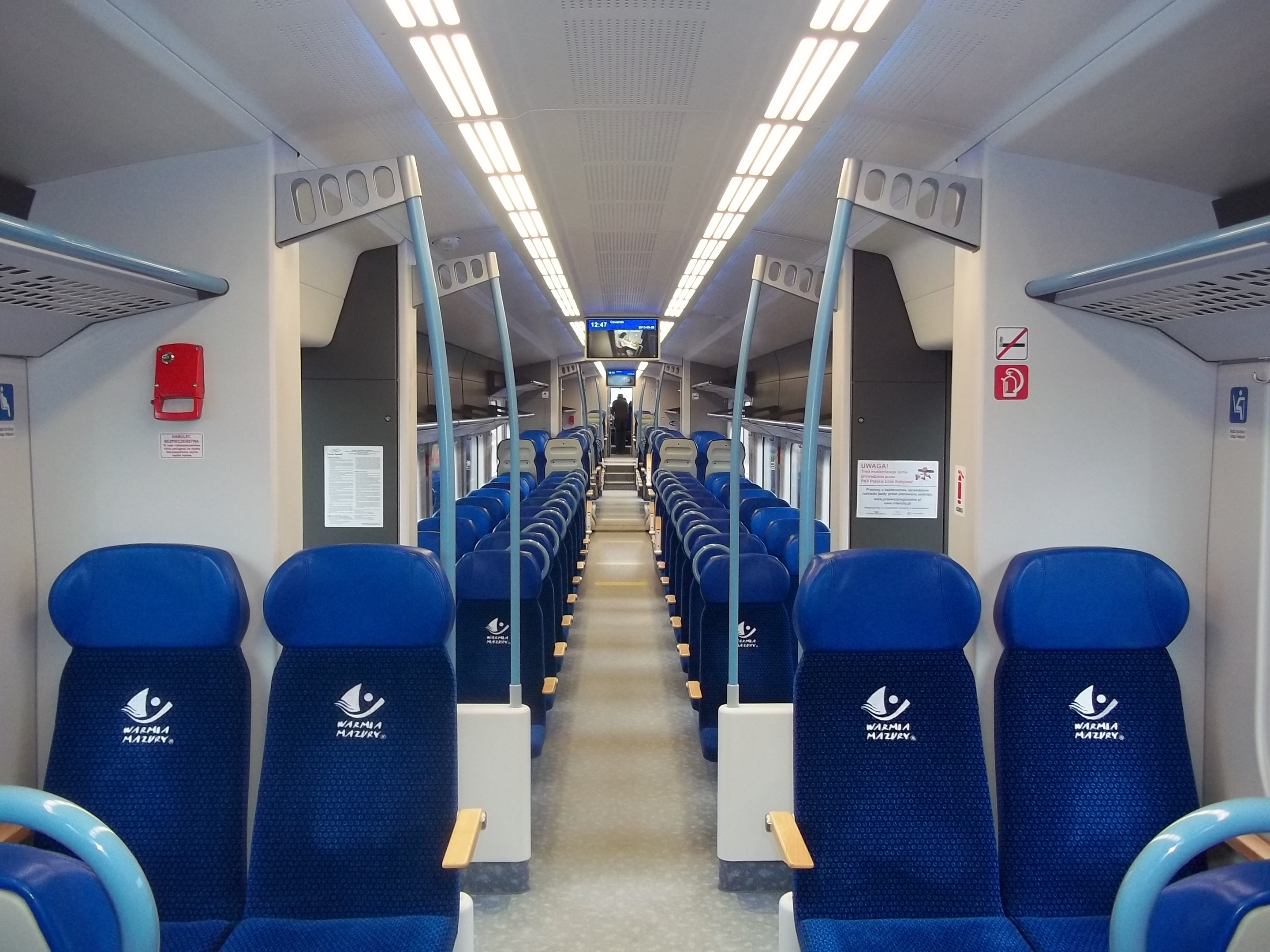
車内
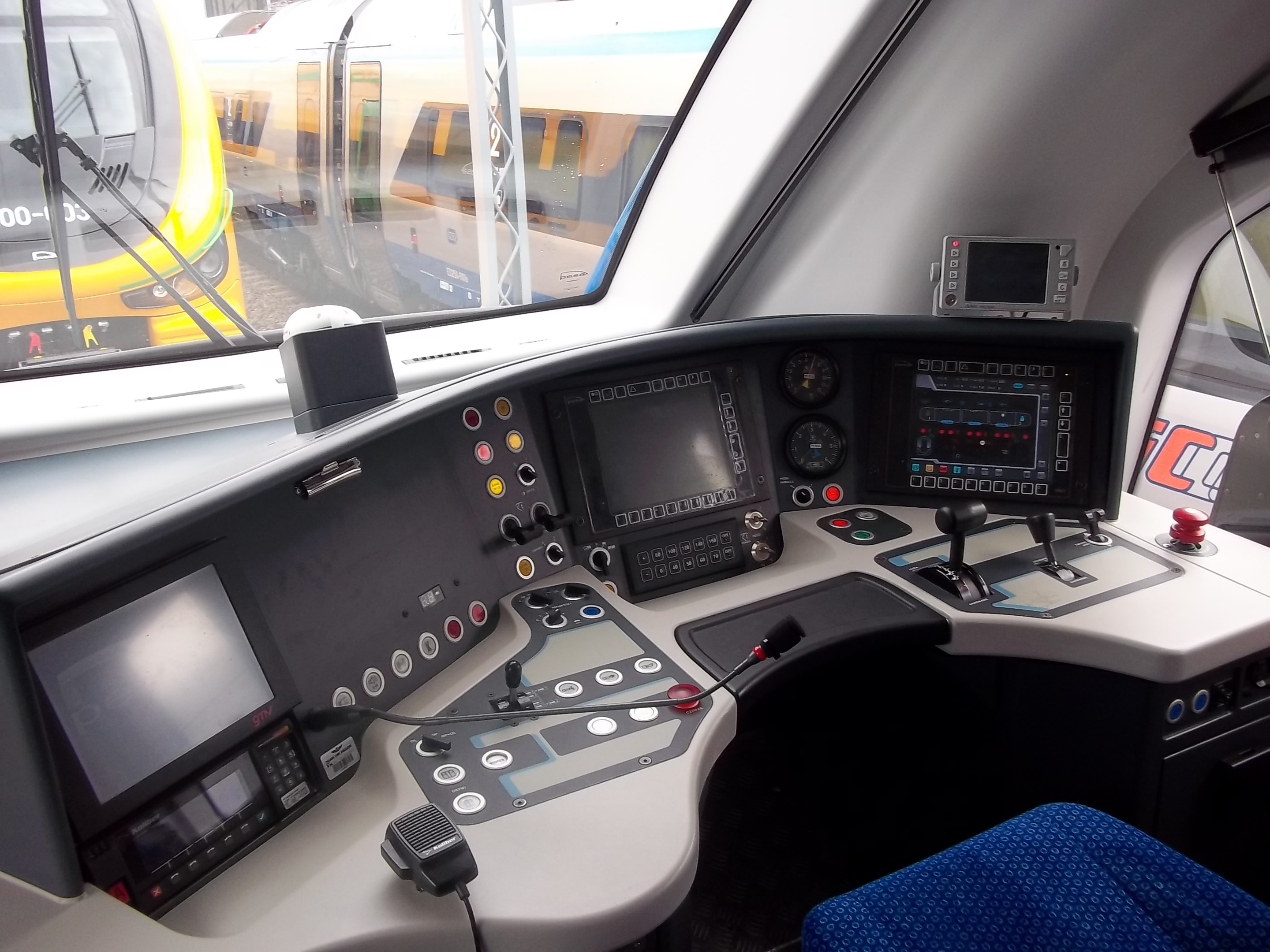
運転台

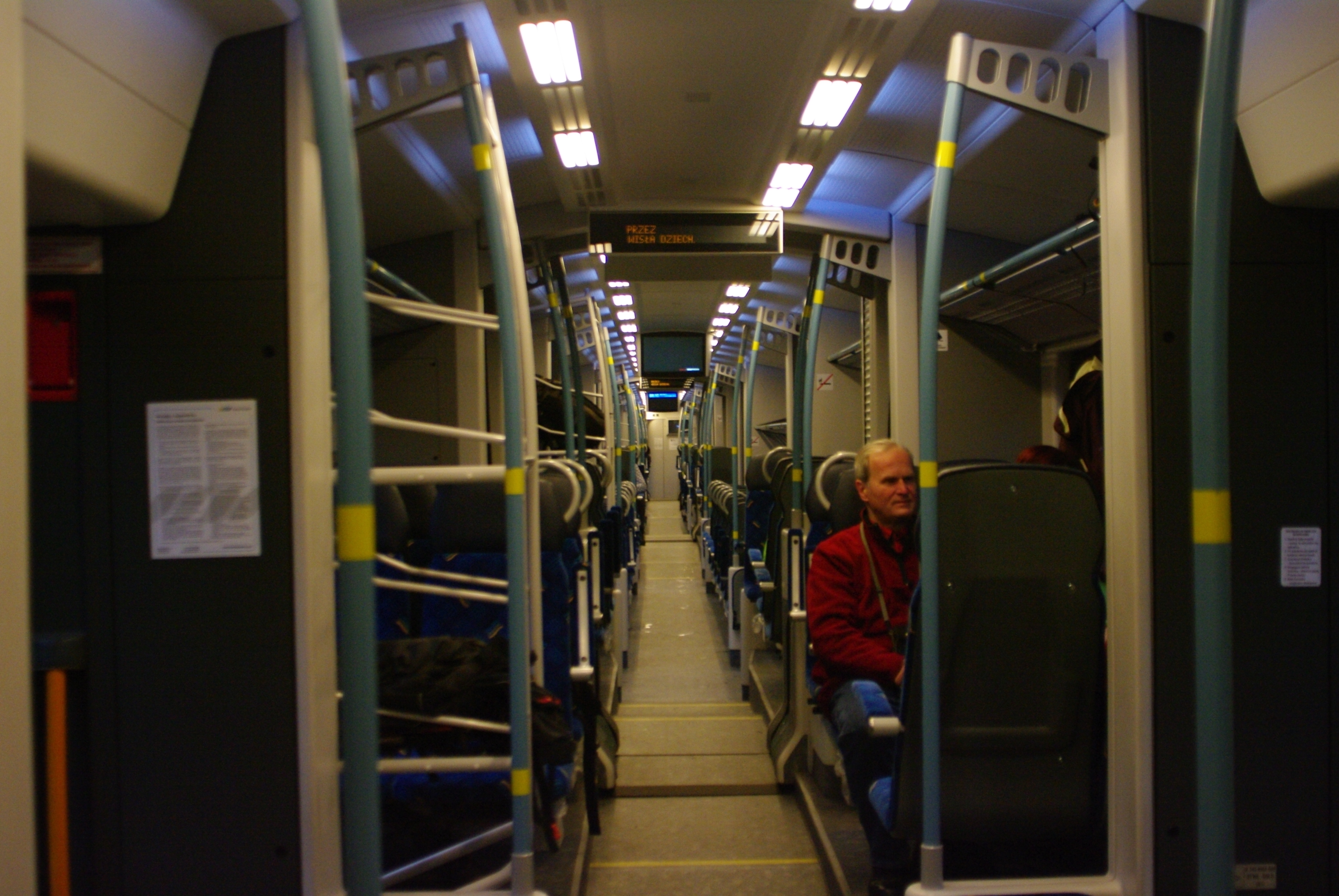
車内（22WE）
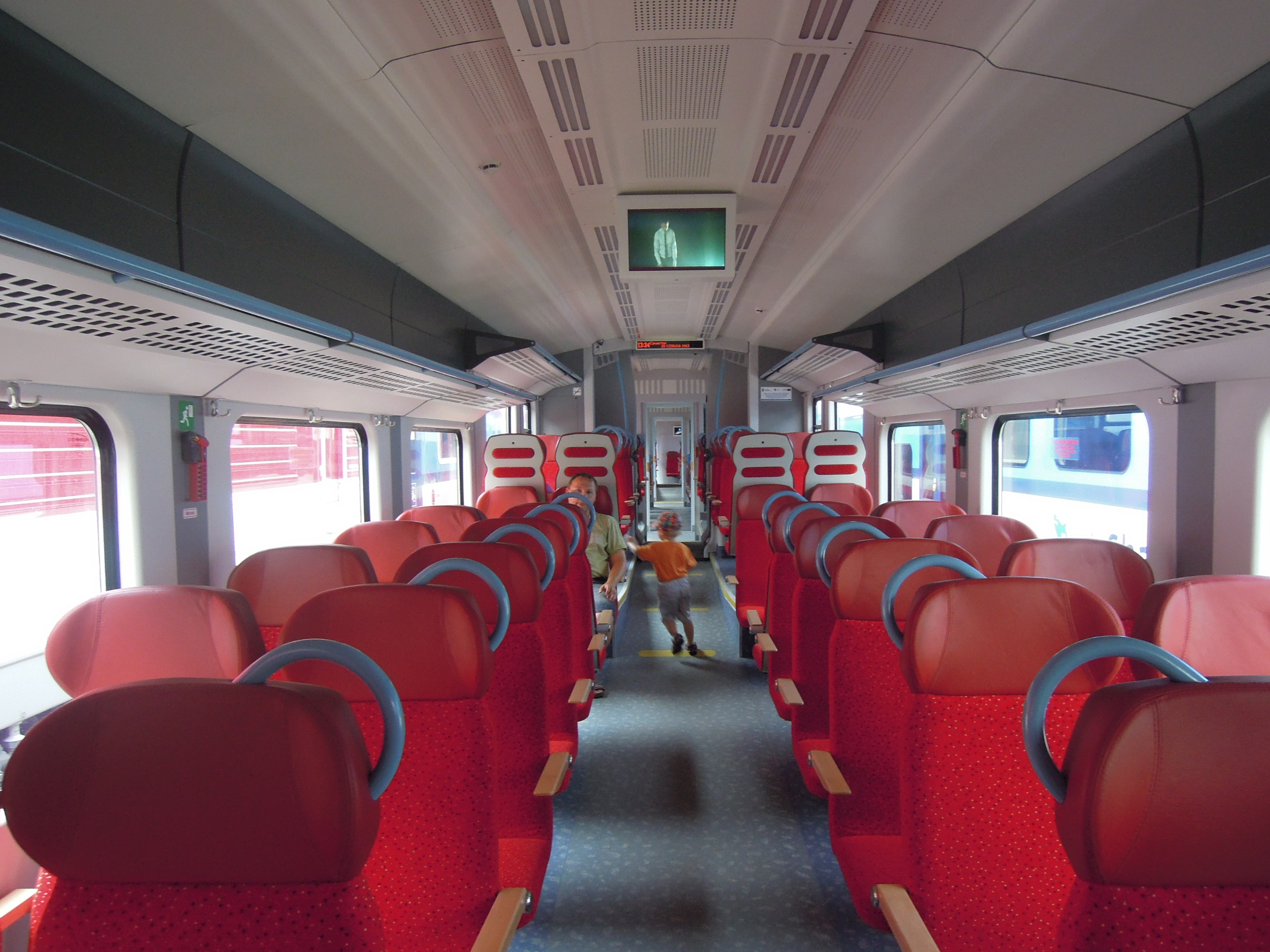
車内（22WEa）
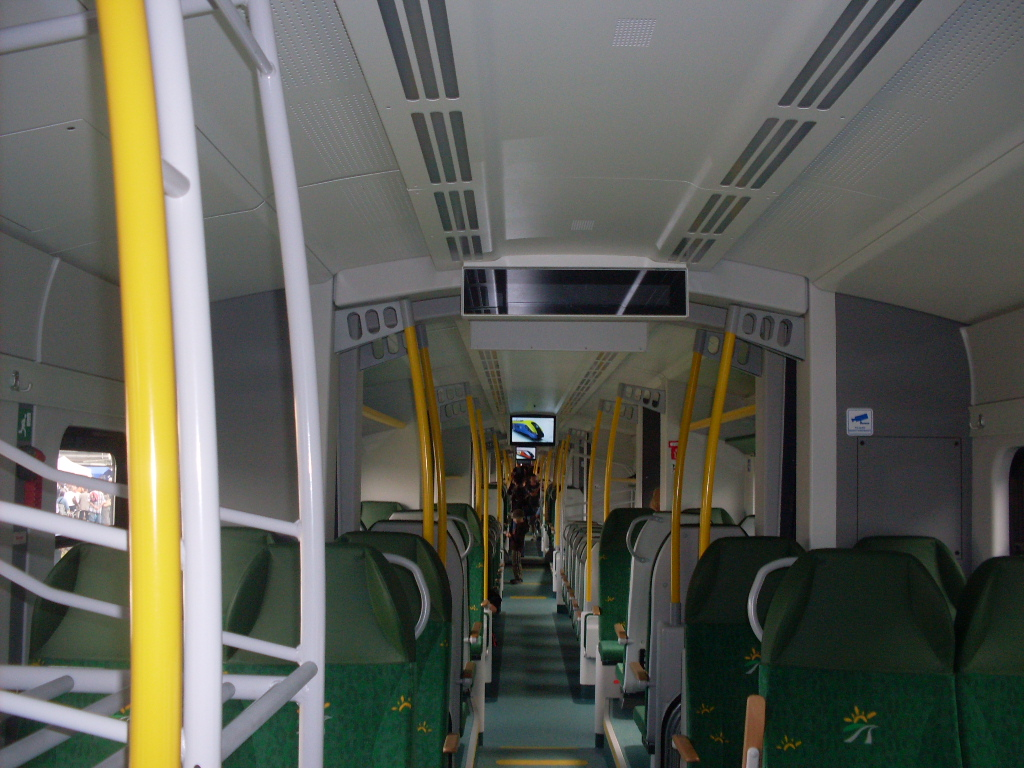
車内（22WEe）
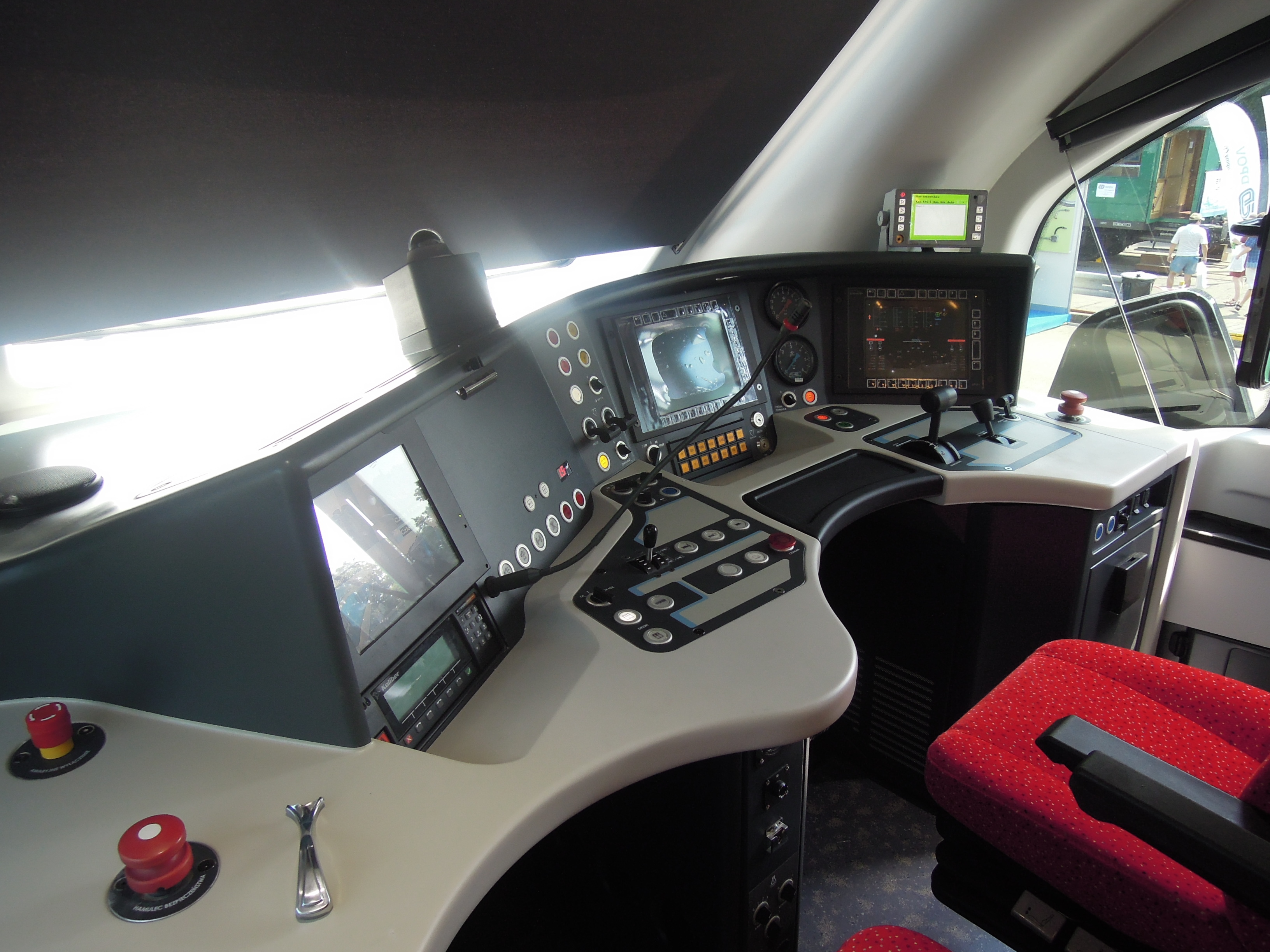
運転台（22WEa）

### 導入までの経緯
1989年のポーランドの民主化後、それまで国営車両工場のみが行っていたポーランド国鉄向けの電車製造に国内外含めて多数の民間企業が参入するようになった。その中で、従来ディーゼル機関車や気動車を生産してきたペーサも、2004年にワルシャワ通勤鉄道向けに製造されたEN95形電車（Mazovia）を皮切りに電車製造に着手したが、以降に製造されたED59形電車（Acatus）やED74形電車（Bydgostia）を含めどれも少量の生産数のみに留まっていた。その大きな要因として、ポーランド国鉄の低床式プラットホームに対してこれらの車両の床面高さ（1,000 mm）が高く、ベビーカーや車椅子を用いる利用客が不便である事に加えそれ以外の乗客の移動の制限にもなっている事があると推測したペーサは、ボンバルディア・トランスポーテーションが展開するタレントやシーメンスのデジロMLなど海外の車両を参考に床面高さを更に低くした新型電車を開発する事となった。その一環として設計・製造が行われたのが"Elf"と呼ばれる電車である。

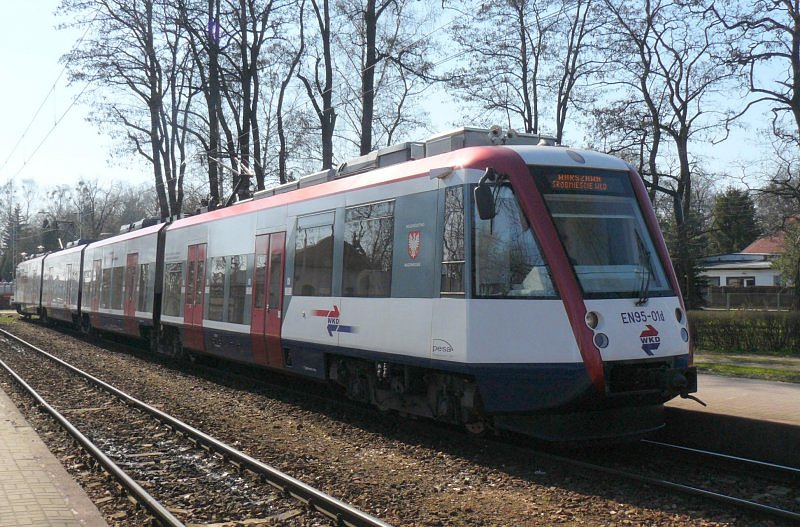
ED95形 "Mazovia"
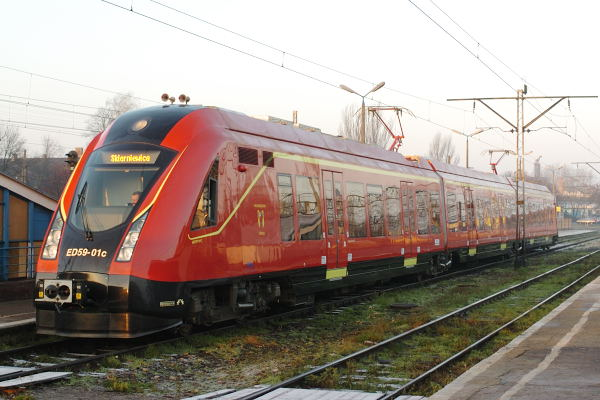
ED59形 "Acatus"
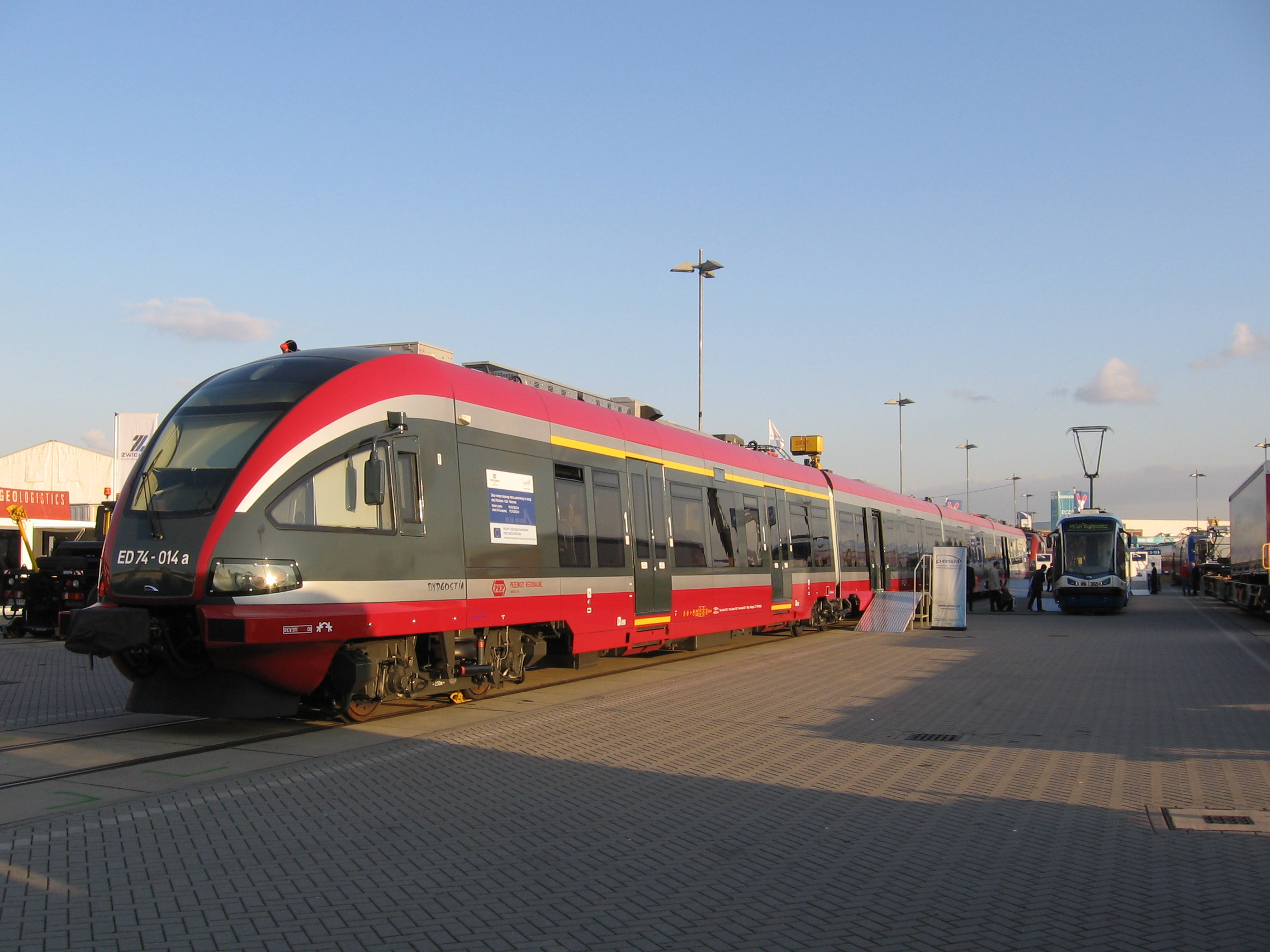
ED74形 "Bydgostia"

### 構造
地域間輸送や通勤輸送向けに開発された連接式電車で、編成は2車体連接式から8車体連接式まで選択可能である。営業最高速度は160 km/hだが、最大190 km/hでの運転が可能な設計となっている。流線形の前面は欧州における鉄道車両の安全基準であるEN 15227に準拠した構造となっており、運転台より前側にクラッシャブルゾーンが設けられている。
懸案だった床上高さは760mmにまで低下しており、高さ300-960 mmの低床式プラットホームに対応する事が出来る他、扉下部には転落防止用折り畳み式ステップが搭載されている。車体設計にモジュール構造を使用している事から、車内には座席の他に車椅子スペース、自転車収納スペース、荷棚、自動販売機、バーなど注文先からの要望に応じた様々な設計が可能となっている。
台車は基本的に運転台側が動力台車、車体間の連接台車は動力を持たない付随台車となっているが、出力確保のため中間の付随台車を動力台車に変更することも可能である。初期に製造された車両については、動力台車の枕ばねに通常の鋼製ばねが用いられていたが、後に空気ばねに変更されている。
電気機器は注文先の需要に応じて直流1,500 V、3,000 V、交流15 kV、20 kVなど様々な電圧に対応可能となっている。制動装置にはドイツのクノールブレムゼ製の部品が使用される。

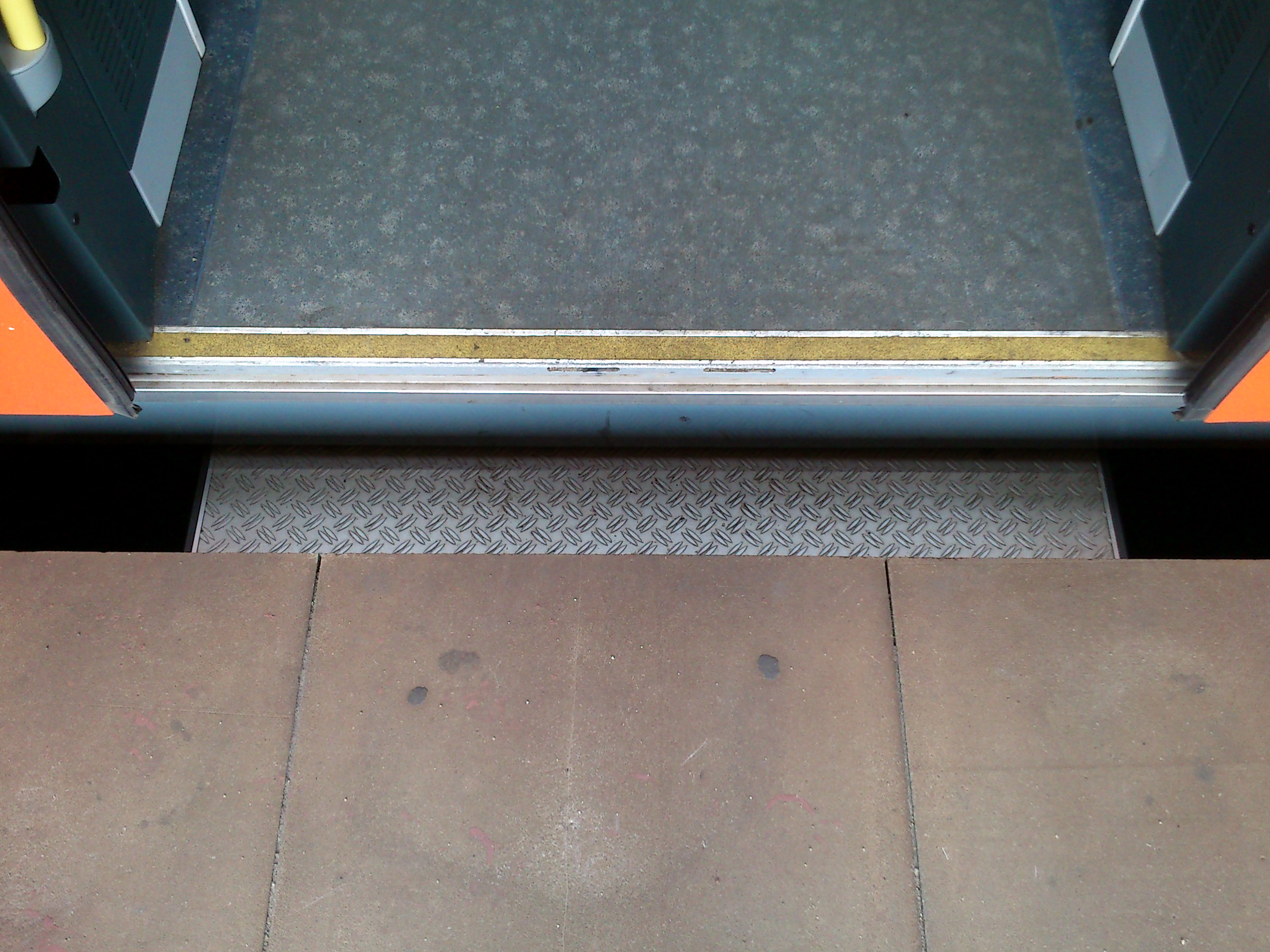
扉とプラットホームの間に転落防止用ステップが展開する

## 車種

### 21WE

#### 概要

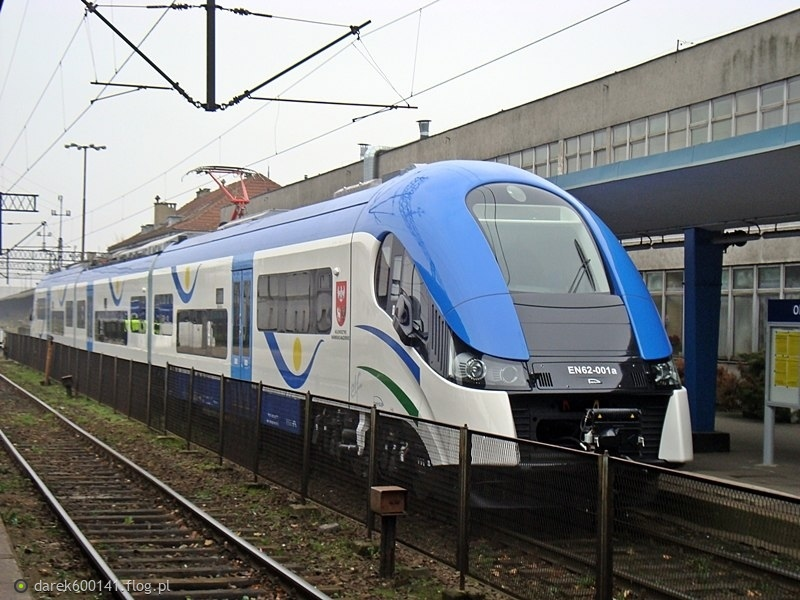
21WE

ローカル線など地域輸送用に開発された3車体連接編成。EN62形とも呼ばれる。乗降扉は各車体に1箇所設置されている。
- 車内（運転台側）
- 車内
- 運転台

#### 主要諸元
| 形式名 | 製造年 | 編成    | 製造編成数 | 電気方式    | 全長      | 全幅     | 全高     | 自重    | 最高速度 | 出力     | 歯車比 | 着席定員 | 導入先   | 備考 |
| ------ | ------ | ------- | ---------- | ----------- | --------- | -------- | -------- | ------- | -------- | -------- | ------ | -------- | -------- | ---- |
| 21WE   | 2012年 | 3両編成 | 1本        | 直流3,000 V | 58,950 mm | 2,880 mm | 4,280 mm | 107.3 t | 160 km/h | 1,600 kw | ？     | 170人    | 地域交通 |      |

### 22WE

#### 概要

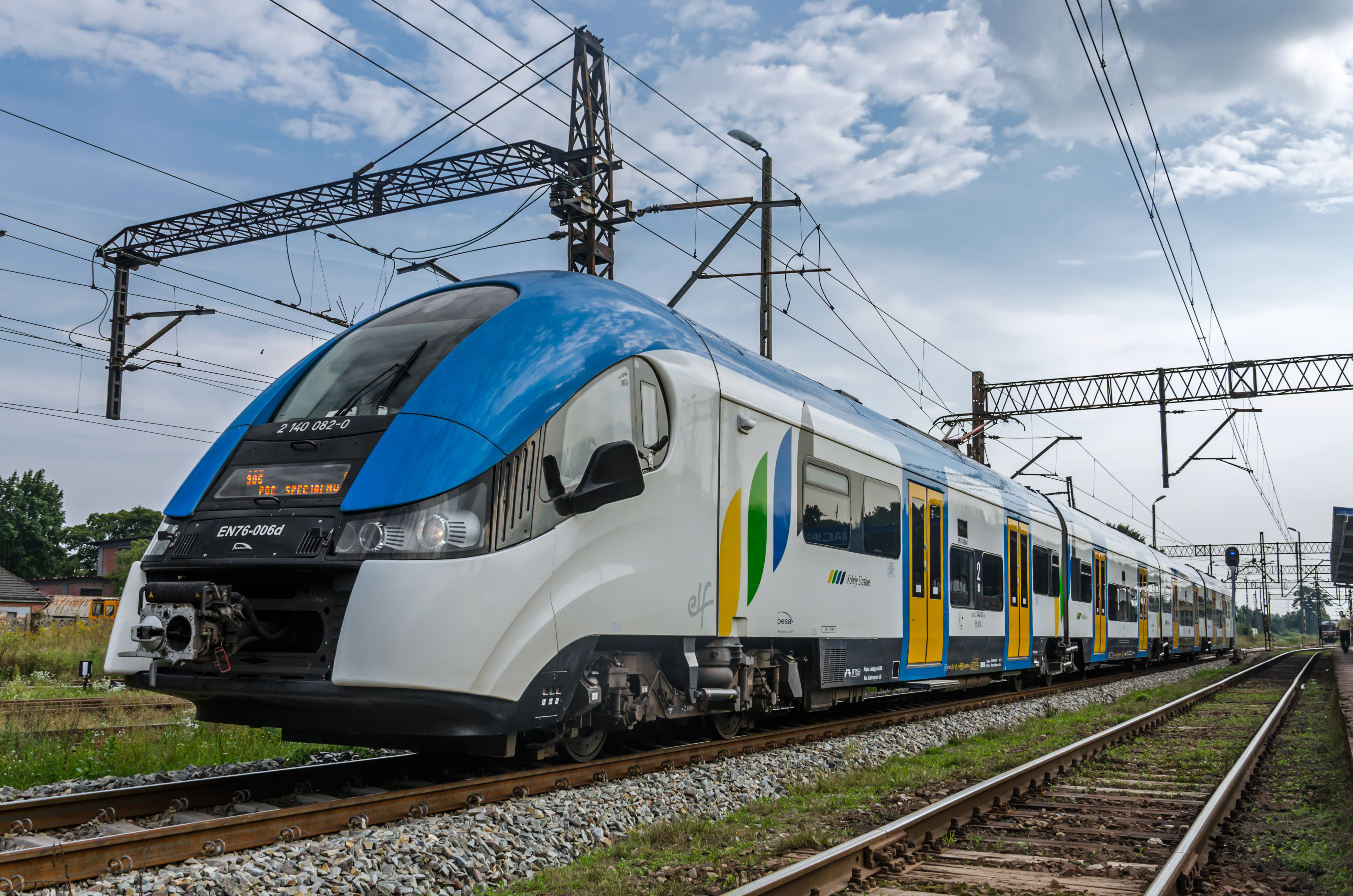
22WE

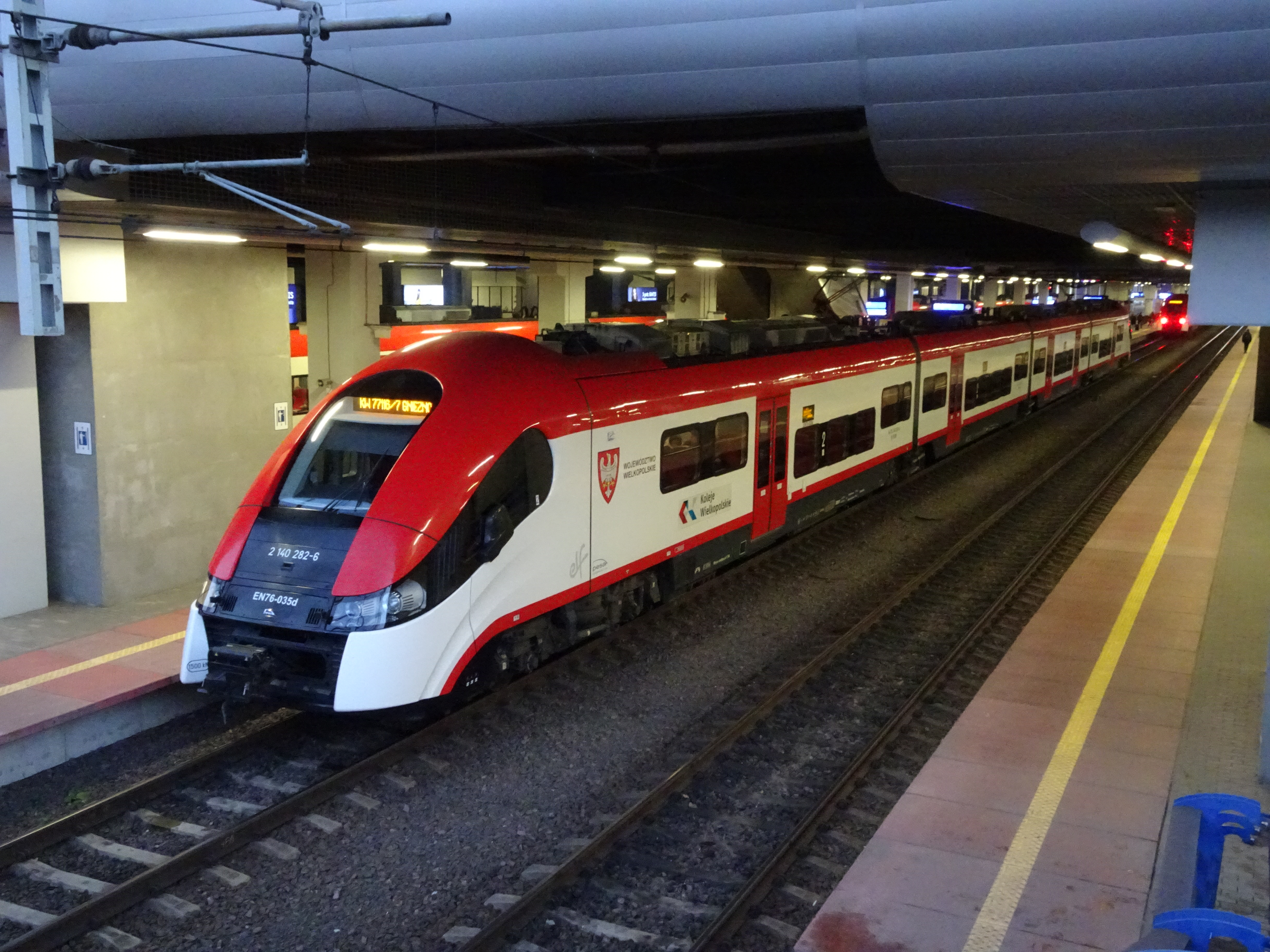
22WEa

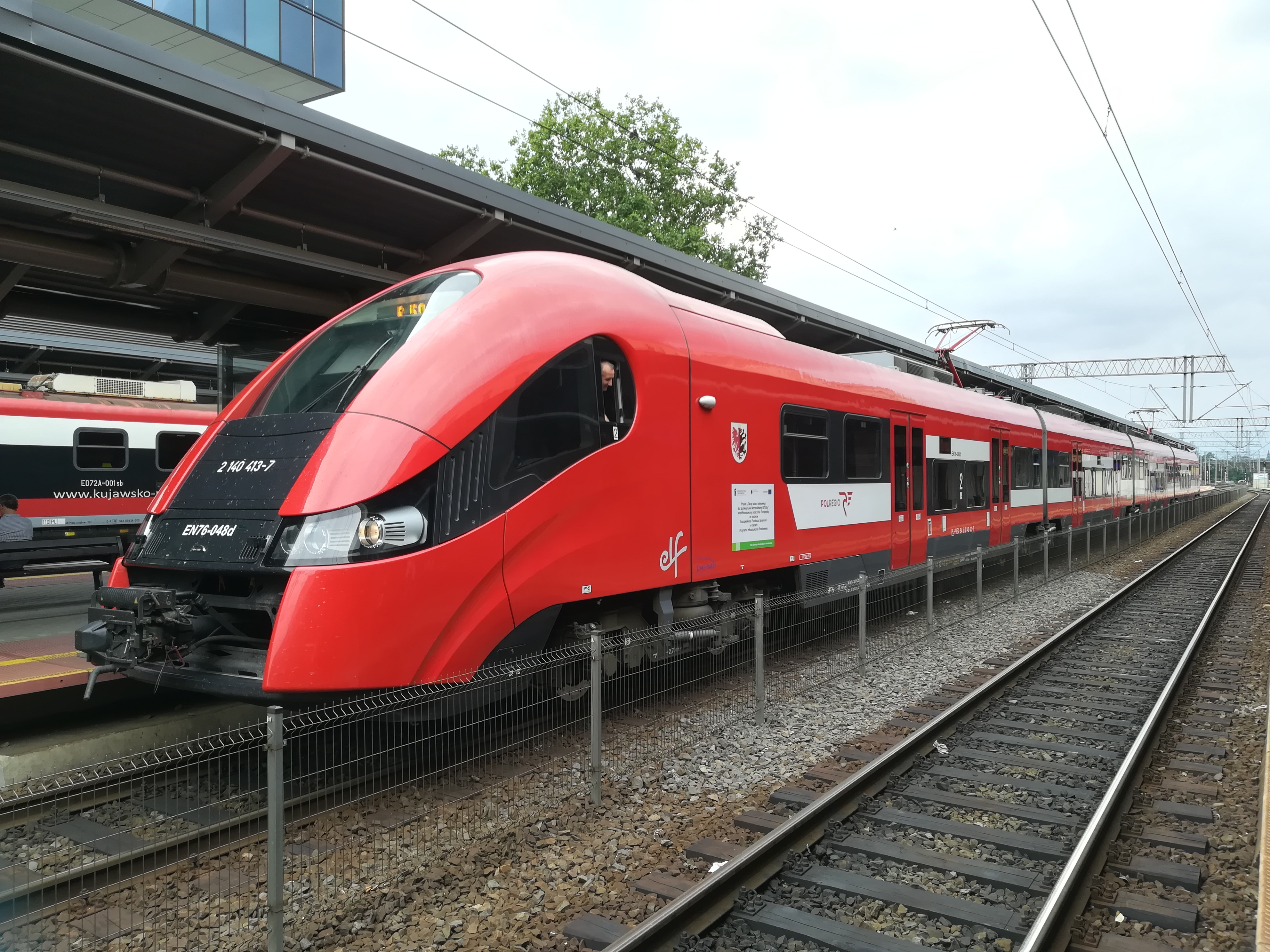
22WEc

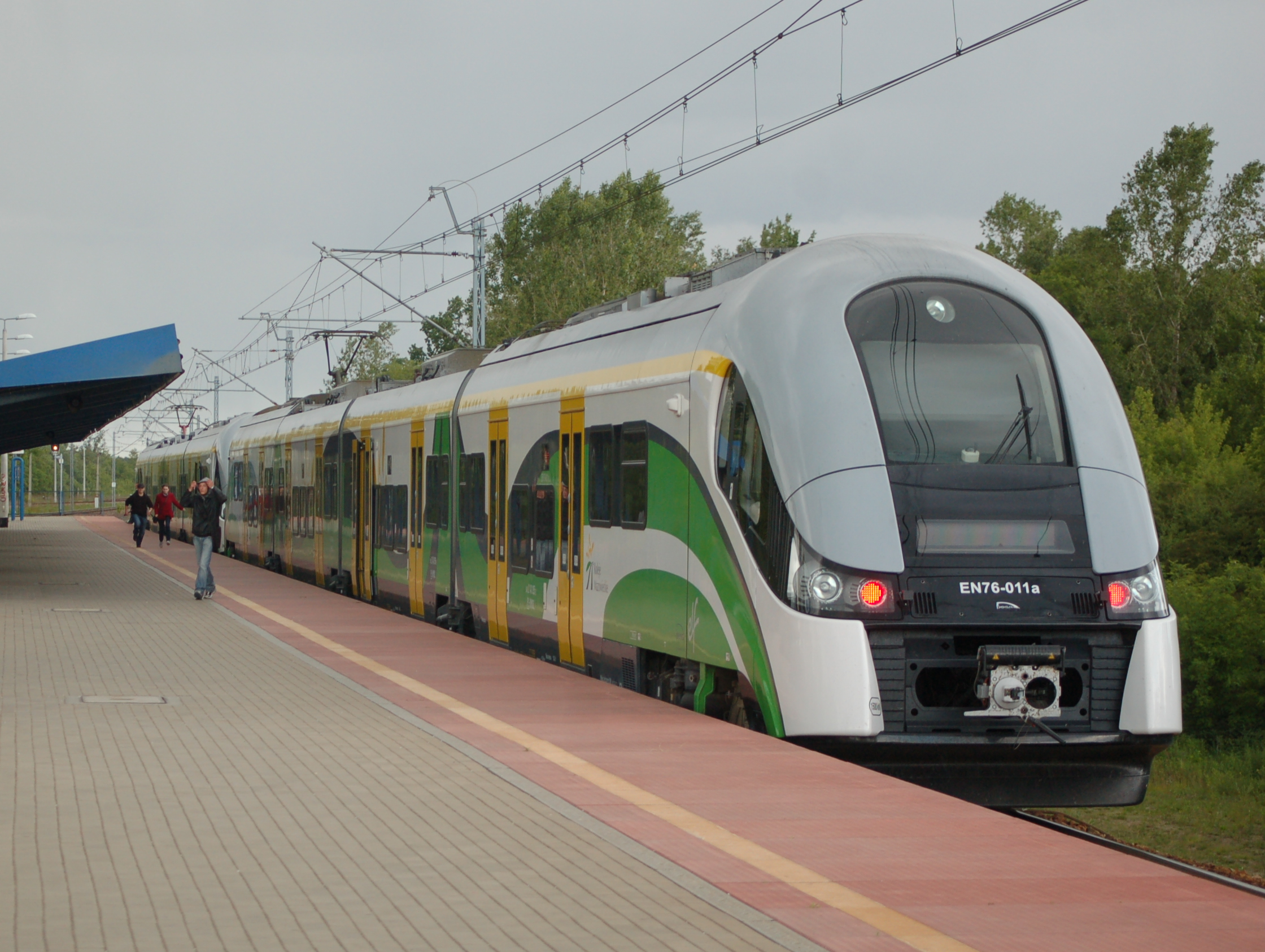
22WEe

4車体連接編成。乗降扉は各車体に片側2箇所設置されている。EN76形という形式名も存在する。各地の事業者の需要に応じ、以下の形式については設計の一部に変化が生じている。
- 22WBa - ヴィエルコポルスカ県向けの形式。編成内の乗降扉が合計5箇所に減少している他、扉部と客室はデッキによって区切られている[10]。
- 22WEb - シロンスク県向けに製造された形式。先に導入された編成（22WB）と異なり車内のトイレが1箇所から2箇所に増結され、荷物置き場も追加されている他、座席構造が変更されている[11][12]。
- 22WEc - クヤヴィ・ポモージェ県向けの形式。最高速度が120 km/hに減少している[13]
- 22WEe- マゾフシェ県向けの形式。荷物置き場の面積が増加している他、運転台下部には砂撒き機が設置されている[9]。

- 車内（22WE）
- 車内（22WEa）
- 車内（22WEe）
- 運転台（22WEa）

#### 主要諸元
| 形式名 | 製造年        | 編成    | 製造編成数 | 電気方式    | 全長      | 全幅     | 全高     | 自重    | 最高速度 | 出力     | 歯車比 | 着席定員 | 導入先                       | 備考 |
| ------ | ------------- | ------- | ---------- | ----------- | --------- | -------- | -------- | ------- | -------- | -------- | ------ | -------- | ---------------------------- | ---- |
| 22WE   | 2012年        | 4両編成 | 13本       | 直流3,000 V | 75,250 mm | 2,880 mm | 4,280 mm | 135.0 t | 160 km/h | 2,000 kw | ？     | 200人    | コレジェ・シレジア 地域交通  |      |
| 22WEa  | 2012年-2014年 | 4両編成 | 22本       | 直流3,000 V | 75,250 mm | 2,880 mm | 4,280 mm | 135.0 t | 160 km/h | 2,000 kw | ？     | 204人    | コレジェ・ヴィエルコポルスキ |      |
| 22WEc  | 2014年-2016年 | 4両編成 | 4本        | 直流3,000 V | 75,250 mm | 2,880 mm | 4,280 mm | 134.5 t | 120 km/h | 1,600 kw | ？     | 200人    | 地域交通                     |      |
| 22WEe  | 2011年        | 4両編成 | 8本        | 直流3,000 V | 75,250 mm | 2,880 mm | 4,280 mm | 135.0 t | 160 km/h | 2,000 kw | ？     | 193人    | コレジェ・マゾフシェ         |      |

### 27WE・27WEb

#### 概要

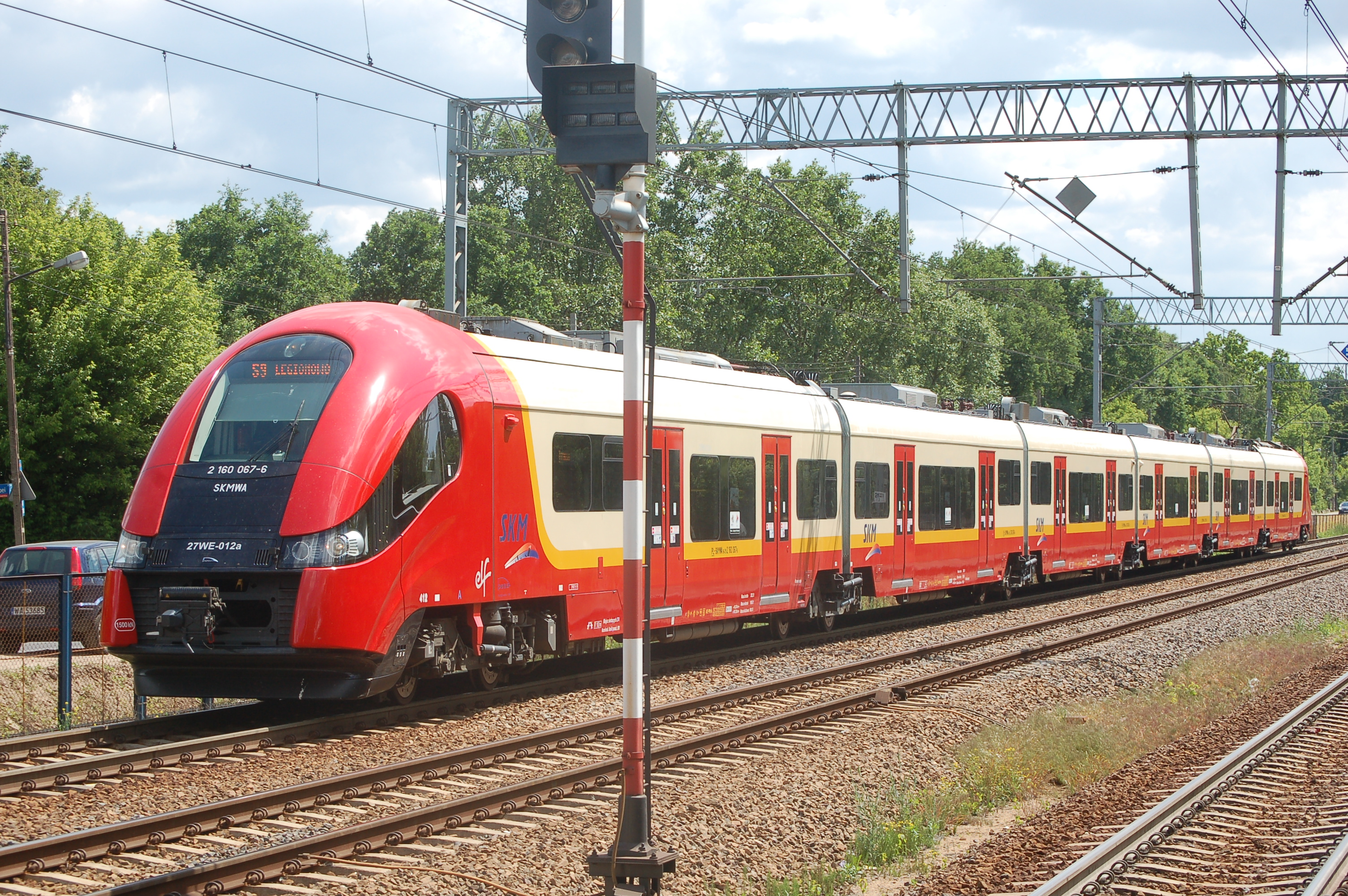
27WE

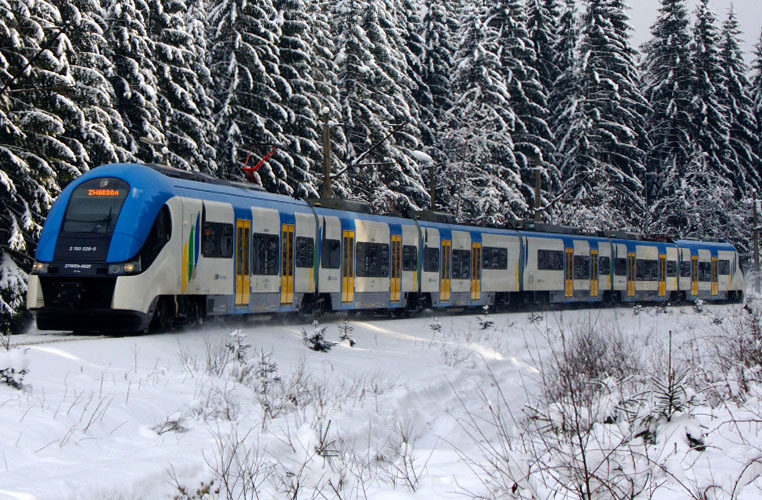
27WEb

ワルシャワ向けに製造された6車体連接編成。EN96形という形式名も存在する。出力増加のため中間の連接台車の一部が動力台車に変更されている他、トイレが設置されておらず他の車種と比べ定員数が増加している。
また2013年以降は編成の見直しが行われた27WEbがシレジア地域に導入されている。27WB同様の6両編成だが、それまでの6車体連接式から3車体連接編成を2本繋いだ構造に改められ、定員数がより増加している。また27WBには搭載されていなかったトイレも再度設置されている。

#### 主要諸元
| 形式名 | 製造年 | 編成    | 製造編成数 | 電気方式    | 全長       | 全幅     | 全高     | 自重    | 最高速度 | 出力     | 歯車比 | 着席定員 | 導入先                 | 備考 |
| ------ | ------ | ------- | ---------- | ----------- | ---------- | -------- | -------- | ------- | -------- | -------- | ------ | -------- | ---------------------- | ---- |
| 27WE   | 2011年 | 6両編成 | 13本       | 直流3,000 V | 107,850 mm | 2,880 mm | 4,280 mm | 190.5 t | 160 km/h | 3,200 kw | ？     | 274人    | ワルシャワ都市高速鉄道 |      |
| 27WEb  | 2013年 | 6両編成 | 6本        | 直流3,000 V | 114,750 mm | 2,880 mm | 4,280 mm | 211.5 t | 160 km/h | 3,000 kw | ？     | 281人    | コレジェ・シレジア     |      |

### 34WE

#### 概要

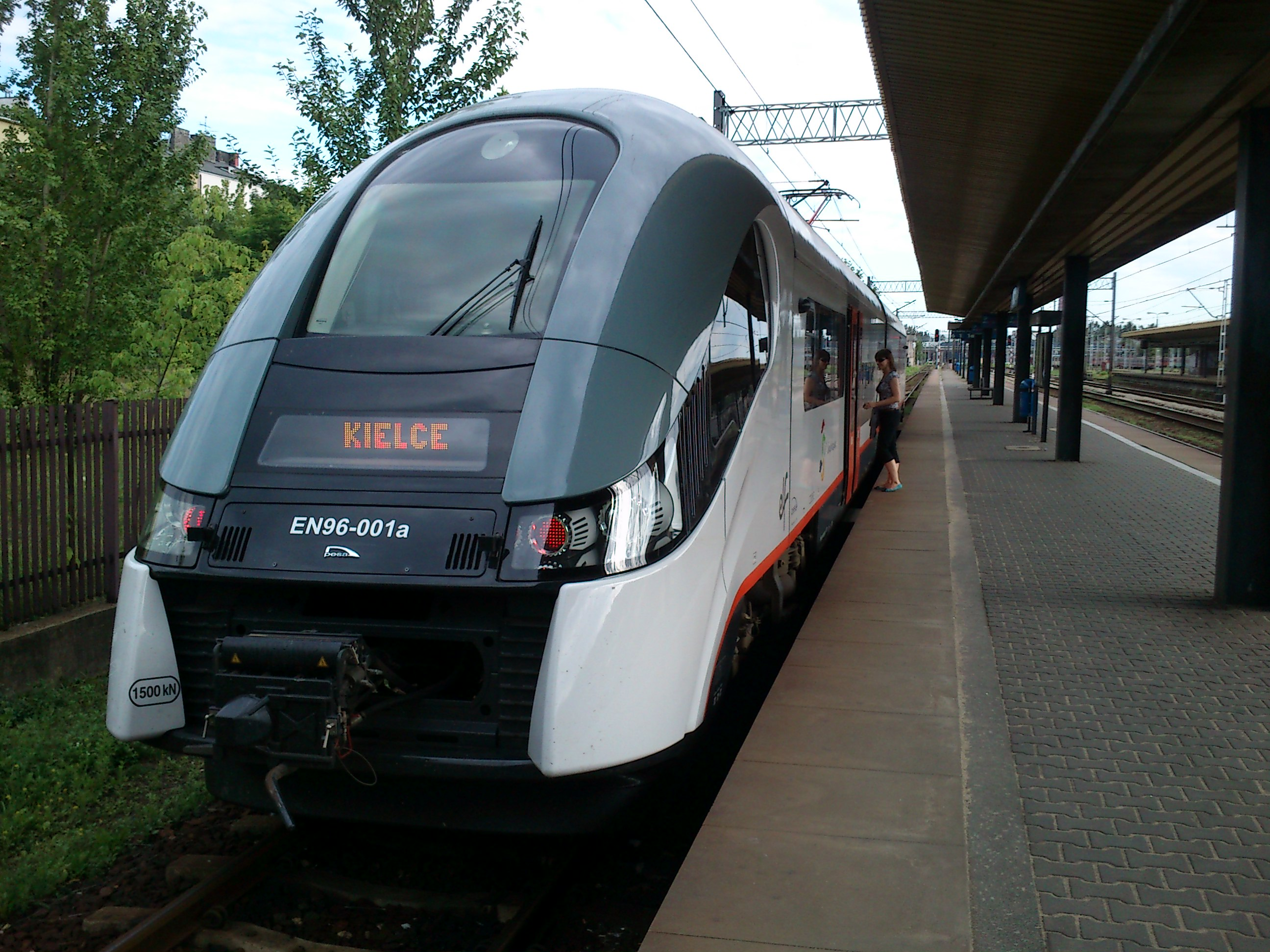
34WE

地域輸送向けの2車体連接編成。EN96形とも呼ばれる。床下に設置されていた電動機など主要機器の一部を屋根上に移設する事で収容量の増加を図っている。

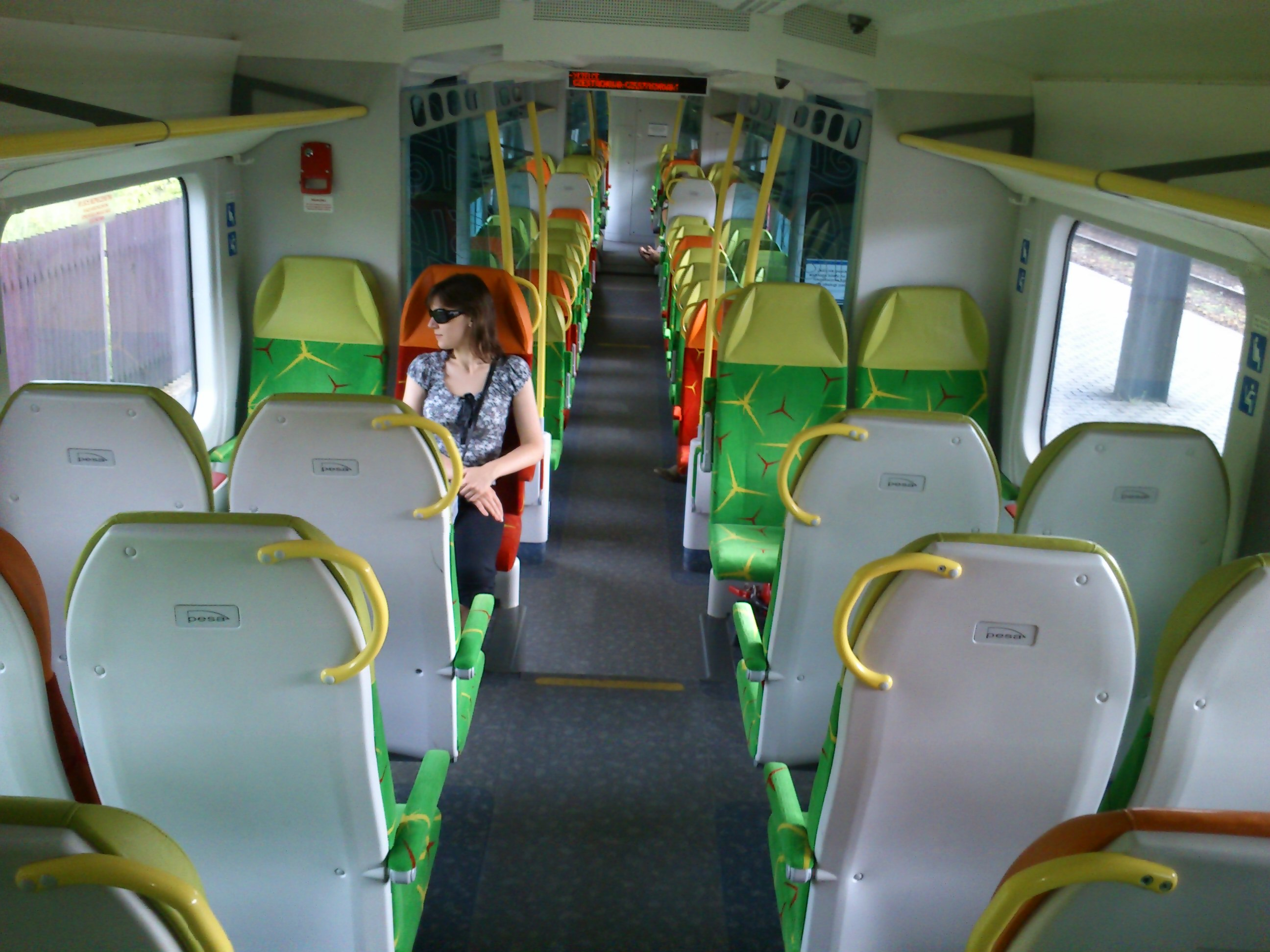
車内

#### 主要諸元
| 形式名 | 製造年 | 編成    | 製造編成数 | 電気方式    | 全長      | 全幅     | 全高     | 自重   | 最高速度 | 出力     | 歯車比 | 着席定員 | 導入先                 | 備考 |
| ------ | ------ | ------- | ---------- | ----------- | --------- | -------- | -------- | ------ | -------- | -------- | ------ | -------- | ---------------------- | ---- |
| 34WE   | 2011年 | 2両編成 | 2本        | 直流3,000 V | 42,650 mm | 2,880 mm | 4,280 mm | 83.2 t | 160 km/h | 1,600 kw | ？     | 133人    | コレジェ・シロンスキエ |      |

### Elf 2、Elf.eu

#### 概要

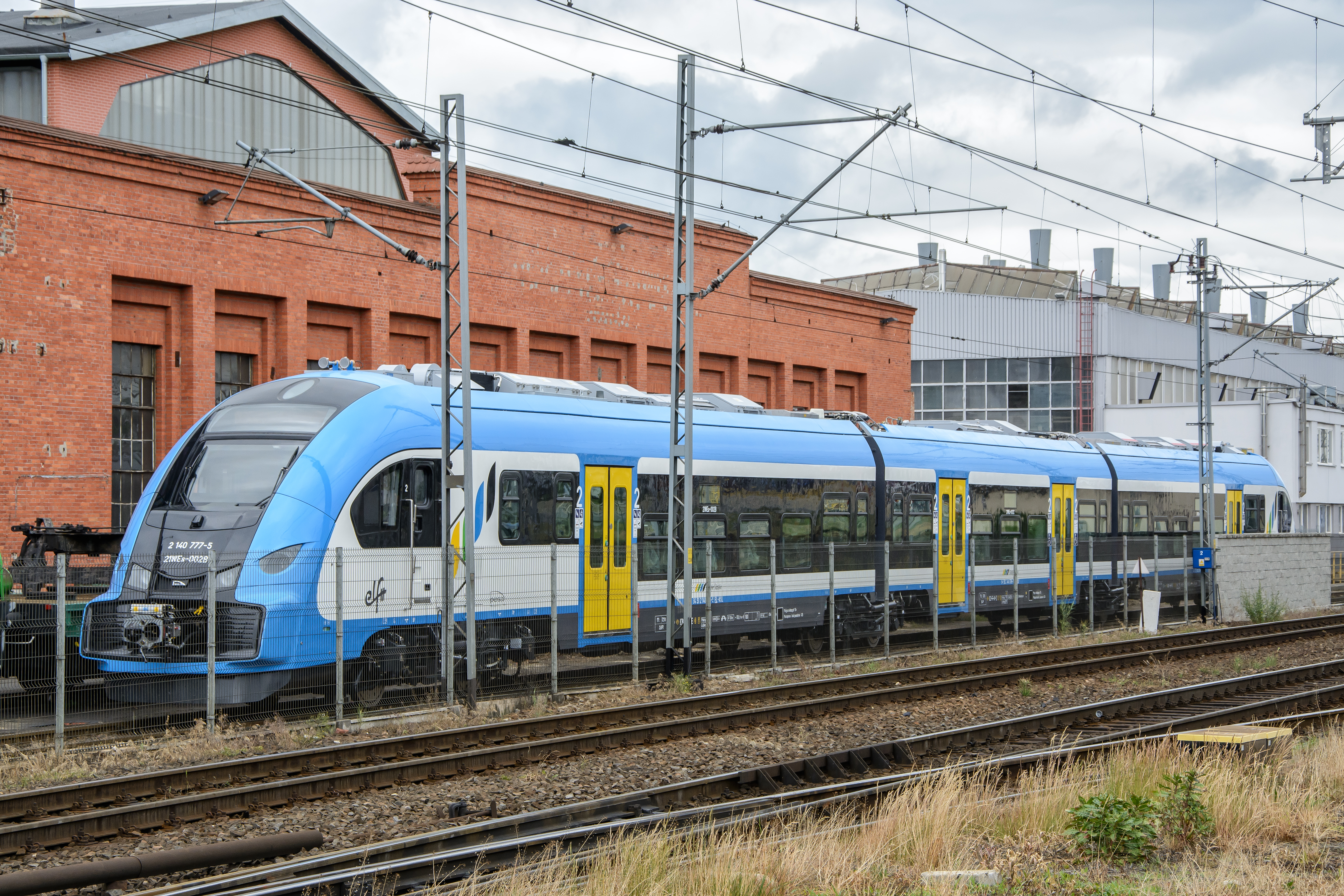
21WEa（3車体連接式）

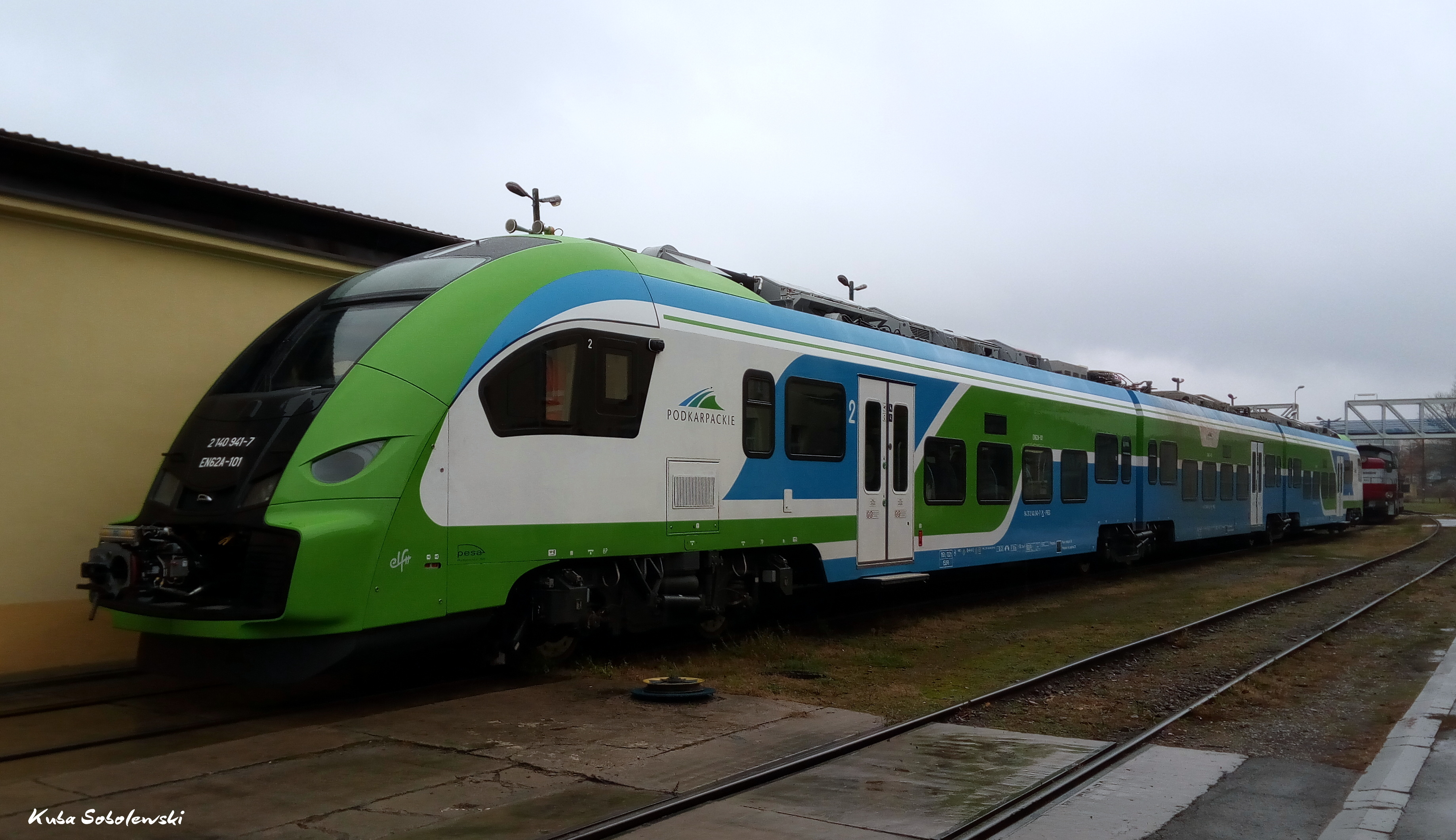
21WEb（3車体連接式）

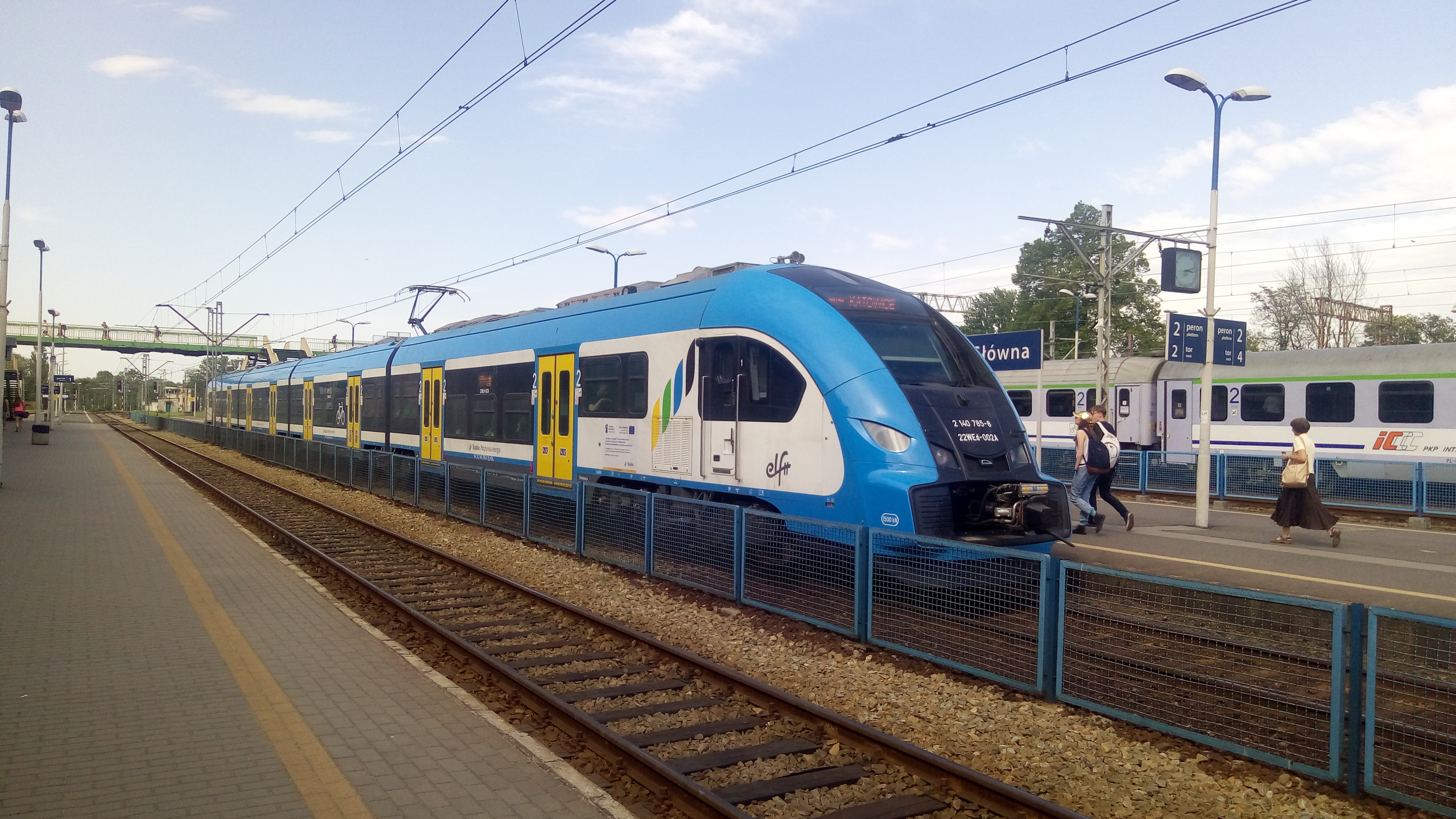
22WEd（4車体連接式）

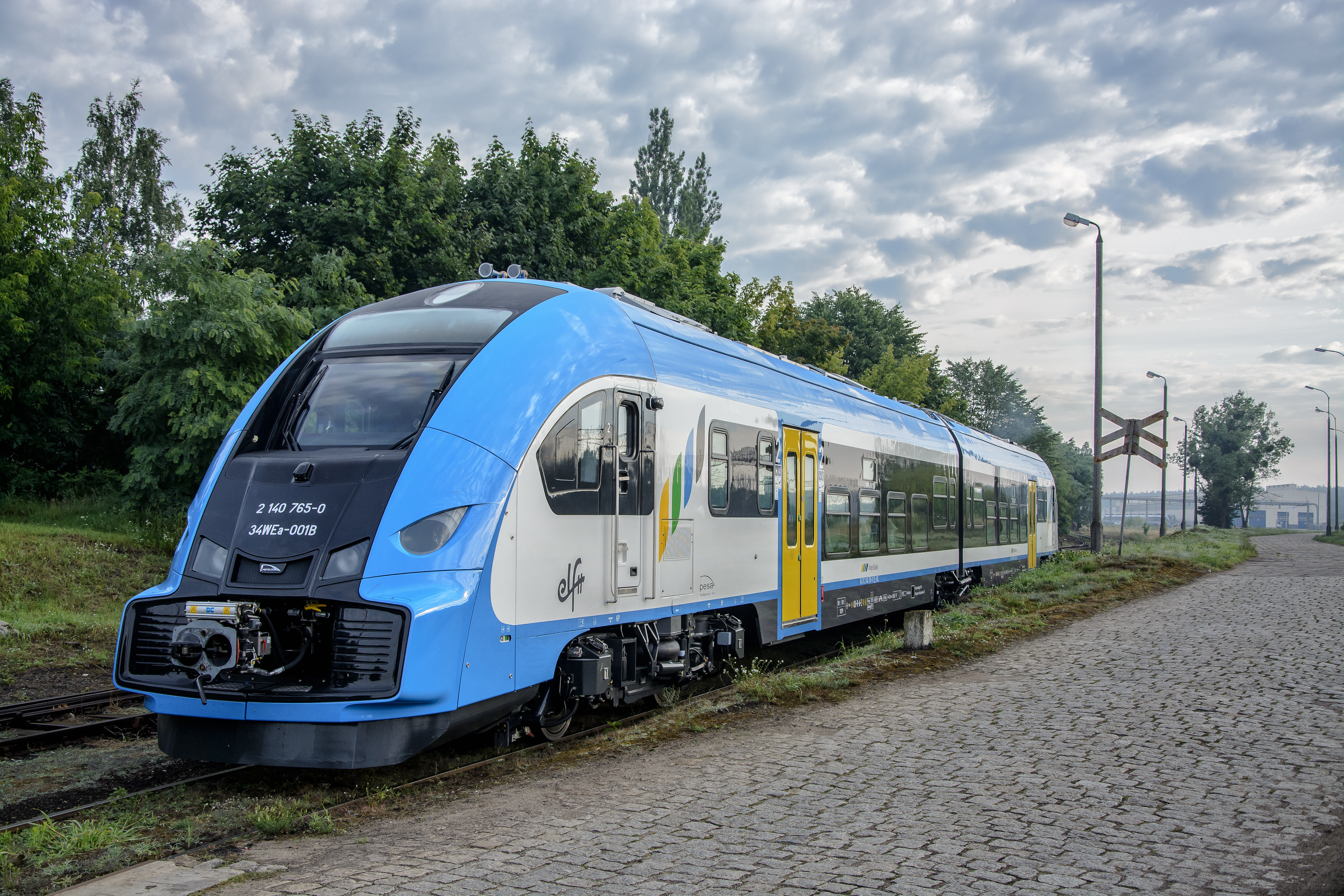
34WEa（2車体連接式）

2016年以降、Elfの製造はTSI 2014に基づき世界市場を視野に入れた設計変更を行ったElf 2へと移行している。前面形状の変更が行われた他、車内ではWi-fi通信も可能となっている。シロンスク県、シレジア地域などポーランド各地への導入に加え、2019年にはチェコのオープン・アクセス・オペレーターであるレギオジェットへ向けて輸出用モデルであるElf.euを7本（2車体連接車）製造する契約が交わされた。Elfシリーズでは初のポーランド国外の鉄道路線への導入となり、登場は2021年/2022年のダイヤ改正時を予定している。

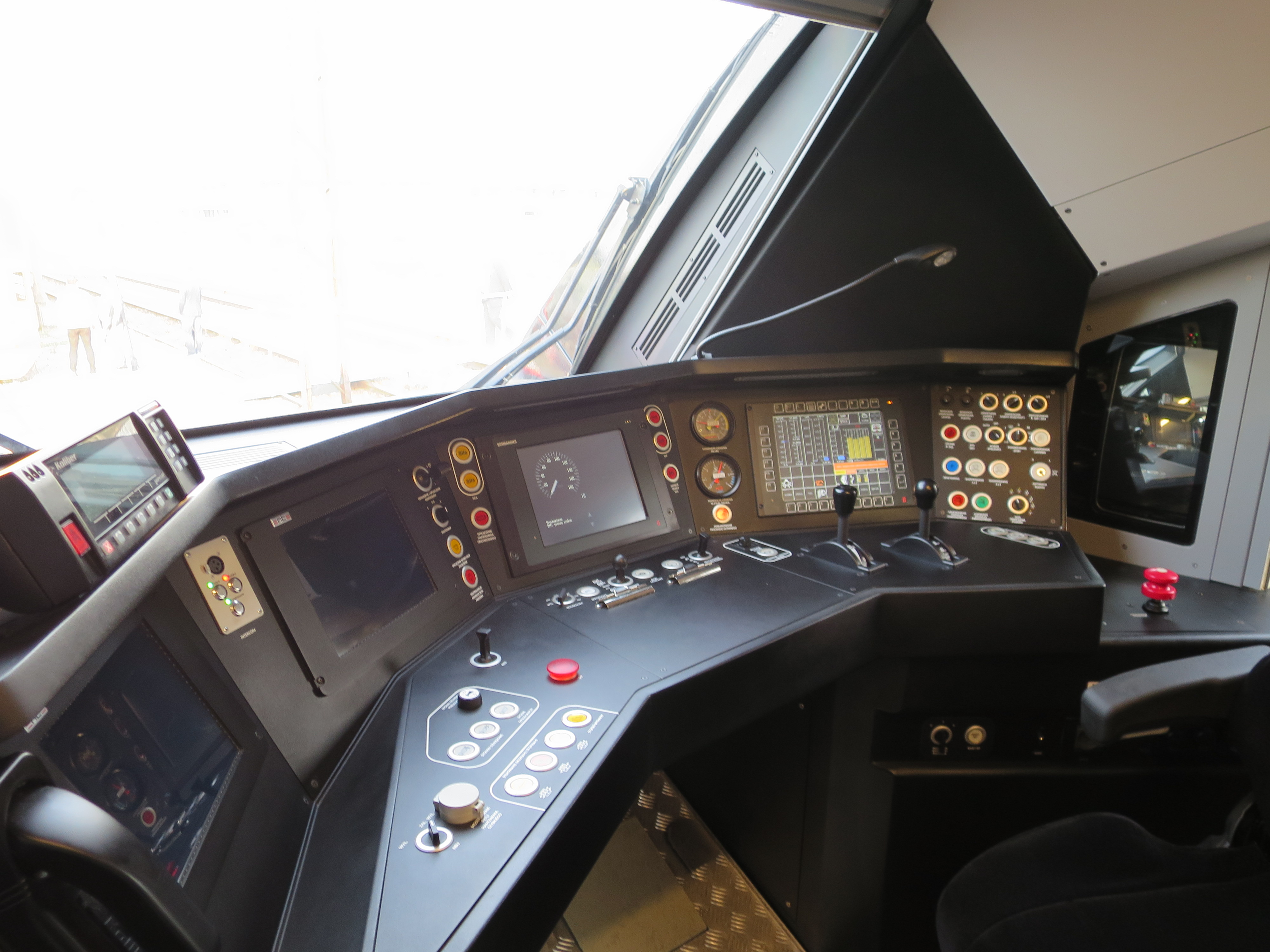
運転台（22WEa）
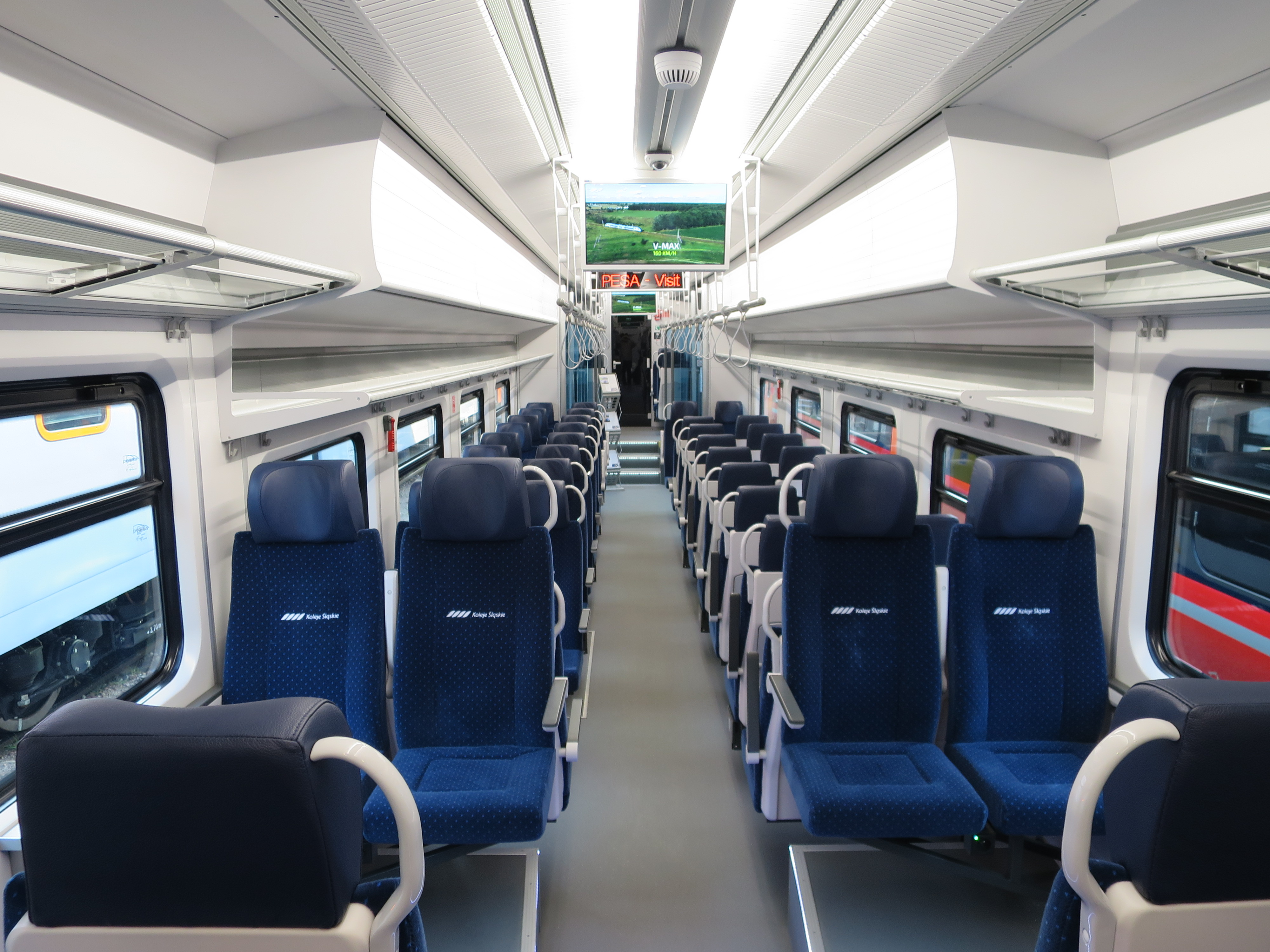
車内（22WEa）

#### 主要諸元
| 形式名 | 製造年  | 編成    | 製造編成数 | 電気方式    | 全長 | 全幅 | 全高 | 自重 | 最高速度 | 出力 | 歯車比 | 着席定員 | 導入先   | 備考 |
| ------ | ------- | ------- | ---------- | ----------- | ---- | ---- | ---- | ---- | -------- | ---- | ------ | -------- | -------- | ---- |
| 34WEa  | 2017年- | 2両編成 | 2本        | 直流3,000 V | ？   | ？   | ？   | ？   | ？       | ？   | ？     | 102人    | 地域交通 |      |